# Давиташвили, Михаил Даниелович
Михаил Даниелович Давиташвили — советский хозяйственный, государственный и политический деятель.

## Биография
Родился в 1914 году в Кутаиси. Член КПСС с 1939 года.
С 1929 года — на хозяйственной, общественной и политической работе. В 1933—1991 гг. — корреспондент ЗакТАГА, литературный сотрудник дивизионной газеты, газеты «Заря Востока», участник Великой Отечественной войны, заведующий разными отделами редакции газеты «Заря Востока», редактор газеты «Соплис цховреба»
Избирался депутатом Верховного Совета Грузинской ССР 7-11-го созывов.
Умер в Тбилиси в 1991 году.

## Сочинения
- Чай наш, грузинский (автор). — Тбилиси, Грузия. Гам-ба ЦК КП, 1966. — 155 с. (Премия Союза журналистов СССР)
- Драгоценное растение (Автор). — Тбилиси, Сахельгами, 1955. — 38 с.
- Генерал Леселидзе: Очерк (Автор). — Тбилиси, Сахельгами, 1950. — 102 с.